# Keeping Up with the Kardashians
Keeping Up with the Kardashians is een Amerikaanse realityserie waarin het glamoureuze leven gevolgd wordt van de families Kardashian en Jenner, met onder anderen de zussen Kim, Kourtney en Khloé Kardashian. De serie ging op 14 oktober 2007 in première. Op 8 september 2020 maakte Kim Kardashian bekend dat het 20e seizoen, dat begin 2021 is uitgezonden, het laatste zou zijn.
Het programma heeft de deelnemers beroemd gemaakt en gaat ook  over de gevolgen van het beroemd zijn. De deelnemers van het programma, met name de zusters Kardashian, zijn 'famous for being famous' (beroemd om hun beroemdheid). Het programma is de spil van het commerciële imperium van de familie Kardashian dat actief is in de entertainment-, reclame-, merchandising-, mode- en cosmetica-industrie.

## Personages

### Hoofdpersonen
- Kris Jenner is de ex-vrouw van Robert Kardashian, die de advocaat van O.J. Simpson was. Ze kregen samen vier kinderen, maar zij scheidden in 1990. Later trouwde ze met atleet Bruce Jenner, met wie ze twee dochters heeft, Kendall en Kylie Jenner, die ook voorkomen in de serie. Op 19 december 2014 scheidde ze van Bruce, die zich later Caitlyn Jenner ging noemen.
- Kourtney Kardashian is Kris' en Roberts oudste dochter. Met haar zussen Kim en Khloe heeft zij de winkel D-A-S-H in Miami, Calabasas en New York. Ook hebben de zussen samen een kledinglijn, The Kardashian Kollection en The Kardashian Kollection Kids. Zelf baatte ze vroeger ook een kinderklerenwinkel uit met haar moeder maar dit bleek moeilijk te combineren met haar carrière in de media. Zij en haar ex-vriend Scott Disick gingen in 2015 uit elkaar en hebben samen drie kinderen. Kourtney had een relatie met Younes Bendjima. Tegenwoordig heeft zij een relatie met Travis Barker bekend als drummer van de band Blink-182. Sinds oktober 2021 zijn ze verloofd.
- Kim Kardashian is Kris' en Roberts tweede dochter. Ze werd beroemd door de sekstape die in 2007 'uitlekte' met haar vroegere vriend Ray J. Sinds 2009 heeft ze haar eigen parfumlijn. Ze was eerder op jonge leeftijd al getrouwd met een muziekproducent. In 2011 trouwde ze met basketballer Kris Humphries, maar dat huwelijk liep stuk na 72 dagen. Kim is in 2014 getrouwd met rapper Kanye West. Met hem heeft ze twee dochters en twee zonen gekregen. Inmiddels zijn zij uit elkaar en had Kim een relatie met Pete Davidson. In augustus 2022 is bekendgemaakt dat deze relatie ten einde is.
- Khloé Kardashian is Kris' en Roberts jongste dochter. Ze was getrouwd met basketballer Lamar Odom, maar ze gingen uit elkaar. Khloé had ook haar eigen praatprogramma Kocktails with Khloé.  Daarna was ze tot februari 2019 samen met basketballer  Tristan Thompson. Hij had haar al eerder bedrogen in 2018, maar toen hij haar een tweede keer bedroog met Jordyn Woods, hartsvriendin van Kylie Jenner, zette ze definitief een punt achter de relatie. Met hem heeft ze dochtertje True gekregen.
- Rob Kardashian is Kris' en Roberts enige zoon. Hij heeft een dochter met Blac Chyna. De twee zijn echter nooit getrouwd en gingen in december 2016 uit elkaar. Samen hebben ze een realityprogramma, Rob and Chyna. In juli 2017 lekte Rob een video van Blac Chyna, die vreemdging, op Instagram. Er is nu een rechtszaak tegen Rob aangespannen.
- Kendall Jenner is de oudste dochter van Kris en Caitlyn Jenner. Ze richt zich op haar modellencarrière. Kendall heeft onder andere op de catwalk gelopen voor grote namen als Marc Jacobs en Michael Kors. In 2015 liep ze voor het eerst de Victoria's Secret Fashion Show.
- Kylie Jenner is Kris' en Caitlyns jongste dochter. Ook zij doet af en toe modellenwerk. Kylie kreeg privéles en heeft haar diploma behaald. Samen met haar zus Kendall heeft ze een kledinglijn bij Pacsun en Topshop. Kylie heeft ook een eigen lijn met haarextensions genaamd Kylie Kouture. In 2015 begon zij haar eigen make-uplijn, Kylie Cosmetics. In augustus 2017 ging haar eigen realityprogramma Life of Kylie in première. Ze heeft samen met Travis Scott twee kinderen. In 2020 had Jenner de status van jongste selfmade miljardair, met een vermogen van 1,2 miljard dollar.[3]

### Overige personages
- Scott Disick: Kourtneys ex-vriend en de vader van haar kinderen. Hij is zakenman en heeft een restaurant in New York.
- Lamar Odom: Khloe's ex-echtgenoot en NBA-speler.
- Mason Dash Disick: Kourtneys en Scotts zoon.
- Penelope Scotland Disick: Kourtneys en Scotts dochter.
- Reign Aston Disick: Kourtneys en Scotts zoon.
- Kanye West: een zanger, rapper en Kims ex-man. Ze hebben samen twee dochters, North en Chicago, en twee zonen, Saint en Psalm.
- Brandon Jenner: Caitlyns oudste zoon uit haar huwelijk met Linda Thompson.
- Brody Jenner: Caitlyns jongere zoon uit haar huwelijk met Linda Thompson.
- Adrienne Bailon: actrice en zangeres en Robs ex.
- Reggie Bush: Kims ex.
- Kris Humphries: Kims ex-echtgenoot.

## Trivia
- Op 1 januari 2022 werd aangekondigd dat het leven van de familie opnieuw gevolgd zal worden voor een nieuwe serie, genaamd The Kardashians.

## Voetnoten
1. ↑  Amanda Scheiner McClain, Keeping Up the Kardashian Brand: Celebrity, Materialism, and Sexuality, Plymouth: Lexington Books 2014, p.111.
2. ↑  Amanda Scheiner McClain (2014), hfdst.1: 'The Family and the Business'.
3. ↑  Kylie Jenner weer jongste 'selfmade' miljardair ter wereld. De Telegraaf (8 april 2020). Gearchiveerd op 18 april 2020. Geraadpleegd op 23 mei 2020.